# Асерђи (Л'Аквила)
Асерђи (итал. Assergi) је насеље у Италији у округу Л'Аквила, региону Абруцо.
Према процени из 2011. у насељу је живело 311 становника. Насеље се налази на надморској висини од 893 м.